# Menzelet-Talsperre
Die Menzelet-Talsperre ist eine Talsperre in der Türkei. Ihr Absperrbauwerk ist ein Staudamm aus Felsschüttung. Sie liegt nördlich von Kahramanmaraş in der gleichnamigen Provinz im Süden Anatoliens.
Zweck der Talsperre sind Bewässerung und Stromerzeugung. Die bewässerte Fläche umfasst 177.959 ha. Die Leistung des Wasserkraftwerks wird in den Quellen widersprüchlich mit 124, 248 oder 284 Megawatt angegeben. Die jährlich produzierte Energie beträgt 515 GWh.